# Phyteuma orbiculare

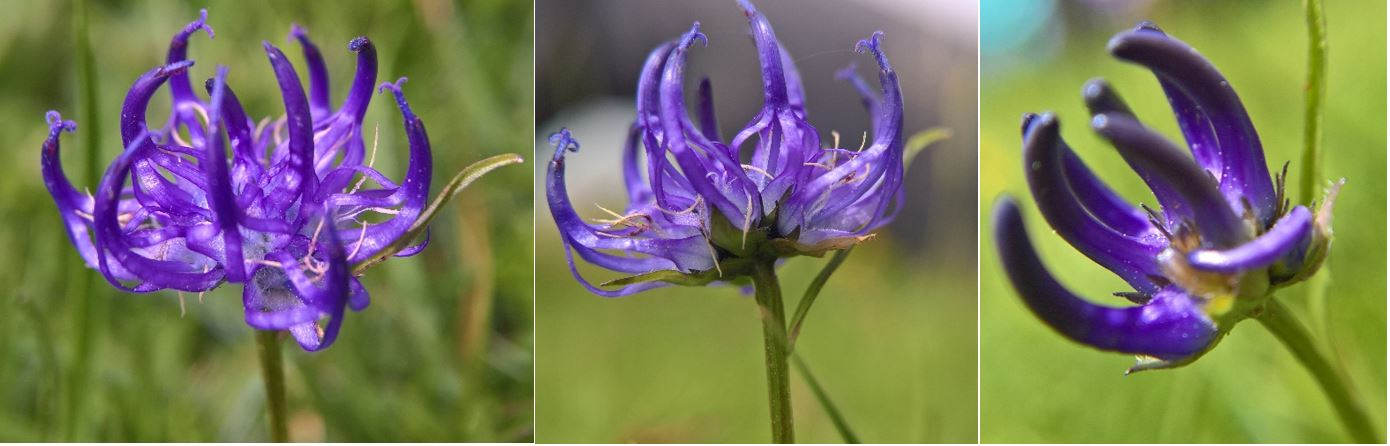
Fotografies fetes prop del Coll de Pixadors 19-06-2021

Planta herbàcia de entre sis i seixanta centímetres d’alçada de la família de les campanulàcies. Les fulles basals asimètriques son lanceolars (forma de llança) o oblongues (més arrodonides) barrejant-se ambdós tipus. La tija no té pels i es de constitució feble. A la capçada presenta un grup de flors (10 a 20 flors en el que s’anomena capítol) disposades en forma esfèrica, d’aquí el seu cognom llatí Orbiculare, rodó o circular. Les flors van d’un color blau fosc a violat o lila i en madurar sobren per la seva base sortint l'estil per la punta superior el que els dona una floració singular i fàcilment identificable.
És molt comuna a quasi tot Europa la podrem trobar a prats, pastures i boscos de pins i zones solejades a alçades entre els 600 i 2.400 metres. Floreig entre juny i agost.
Les seves arrels i fulles tendres son comestibles tan crues com cuinades.